# Степний (Краснозерський район)
Степний (рос. Степной) — селище у Краснозерському районі Новосибірської області Російської Федерації.
Входить до складу муніципального утворення Октябрська сільрада. Населення становить 204 особи (2010).

## Історія
Згідно із законом від 2 червня 2004 року органом місцевого самоврядування є Октябрська сільрада.

## Населення
| 2002 | 2007 | 2010 |
| ---- | ---- | ---- |
| 278  | ↘237 | ↘204 |